# 大崎貞和
大崎 貞和（おおさき さだかず、1963年6月19日 - ）は、日本の法学者。専門分野は、証券市場規制・会社法。国内外の資本市場に関する研究を行う。野村総合研究所の主任研究員にして、東京大学大学院法学政治学研究科客員教授・早稲田大学ビジネススクール客員教授・筑波大学大学院ビジネス科学研究科客員教授を務める。
東京証券取引所上場制度整備懇談会委員・内閣府規制改革推進会議委員を経て、2017年現在、金融庁金融審議会・経済産業省産業構造審議会などの委員を務め、証券取引所や日本証券業協会における制度改正の検討にも参加する。

## 略歴
- 1963年、出生[5]。兵庫県出身[1]。
- 1986年、東京大学法学部公法コース卒業[5]。同年、野村総合研究所入社[3][5]。
- 1990年、ロンドン大学法科大学院にて修士課程修了[3]。翌、1991年にはエディンバラ大学ヨーロッパ研究所においても修士課程終了している[3]。なお、それぞれにおいて、法学修士を取得[6]。
- 2002年、東京大学大学院法学政治学研究科客員教授に就任[4]。
- 2003年、東京大学の客員教授と合わせて、早稲田大学ビジネススクール客員教授を兼務[4]。
- 2008年4月より野村総合研究所主席研究員に就任[7]。
- 2019年3月、東京証券取引所の市場構造の在り方等に関する懇談会(非公開、守秘義務有)での議論の内容を野村証券に漏ら[8]したとして、公認会計士・監査審査会委員の国会同意人事案から外される[9]。

## 主な主張

### ビットコイン価格の乱高下
ビットコインなど仮想通貨に日本の個人マネーが殺到し、2017年5月に金の最高値を抜き、25日に年初の3倍となる1ビットコインが2,700ドル台まで上昇するなど、短期の利益を求める投機マネーの影響でビットコインなど仮想通貨の価格が乱高下した際には、仮想通貨について「期待だけで買いが買いを呼んだ17世紀のオランダのチューリップバブルと同じ」と語っている。

### 女性投資家の増大
女性の個人投資家人口の増加が課題となっていた2014年には、前年に、女性就業者数及び初婚年齢が過去最高の水準に達したことを踏まえ、「女性の就業率が上昇し、晩婚化も進んでいるため、女性が自分で自由に動かせる資金が増えている」と指摘した。加えて、「以前は投資セミナーや投資相談に来る個人投資家というと男性が多かった」としたうえで、今後は、「可処分所得の増加により、女性の株式に対する関心は高まってくる可能性がある」との予測を発表した。

### 日本における市場間競争
日本における市場間競争について、大崎は、1996年の金融ビッグバン宣言以降、日本においても市場間競争を容認する制度環境が整えられてきたところであり、特に、2004年の証券取引法の改正においては、向かい呑み禁止の撤廃やPTSにおける価格決定方法の1つに競売買の方法が追加されるなど、それまでの取引所中心主義を支えてきた諸規定が大幅に改められ、加えて、2006年の金融商品取引法制定に伴う改正では、取引所の自主規制機能の独立性を高めるための法整備も行われ、競争を推し進めているとの見解を示している。
また、大崎は、日本の市場間競争の現状に、以下の特徴があるとしているとしている。
1. 米国で活発化した同一銘柄に関する注文獲得競争ではなく、新規公開企業の獲得競争が盛んに展開されている[12]。
2. 取引所の電子化や取引コストの低下が既に行われており、PTSは不活発[12]。
3. 投資家の多様化が進まないことなどから、新商品の導入競争はそれほど活発ではない[12]。
4. 取引所は大胆な再編や連携といった経営戦略を打ち出せないでいる[12]。

### フェア・ディスクロージャー
金融庁及び東京証券取引所は、2016年から2017年にかけて、フェア・ディスクロージャーの導入を検討していた。大崎はこのフェア・ディスクロージャーについて、「企業が特定の人だけに重要事実を伝えてはいけないという趣旨だ。一部の人だけが株を有利に売買できる情報を知るといった不公平な情報開示を防ぐ狙いだが、何でも公表すれば情報が行き渡るという考えは神話に近い。アナリストに情報をきちんと理解してもらって市場に伝えるのも間違ったやり方ではない。」という解釈を日本経済新聞に語っている。加えて、フェア・ディスクロージャーの推進の結果、上場企業側が「規制対象だと思う情報を幅広くとらえすぎて萎縮すれば、情報は質量ともに低下する」として、懸念がある旨を語った上で、「金融庁や東京証券取引所は、上場企業にルールの趣旨と望ましい対応を伝えていかなければならない」と警鐘を鳴らしている。また、日経産業新聞のインタビューに対しては、「金融庁は不安を抱いている企業に対し、アナリストや投資家との対話に消極的になることはない、市場にとって良い情報を提供してほしいということを粘り強く伝えてほしい。規制当局ではないが、経済産業省にも上場企業に対する呼びかけを期待したい。」とのコメントを発している。

### 顧客本位の業務運営に関する原則
金融庁は、2016年末の金融審議会作業部会報告に基づいて、金融商品の販売、開発及び運用を行う金融機関を対象とした「顧客本位の業務運営に関する原則」を2017年に策定した。大崎は、策定者である金融庁には「目先の手数料収入にとらわれた金融商品の推奨や過度に複雑な商品の開発など、顧客本位とは言えない行動が幅広くみられる」との認識があり、それゆえ、「このままでは、国民の安定的な資産形成に向けた投資の裾野の広がりは望み薄だ」との危惧があることが、この原則策定の背景にあると指摘している。一方で、このような行政当局による制度変更があった場合、これに対応する側は、横並びの対応を行いがちであり、「とりわけ金融界にはその傾向が強い。」と指摘した。そのうえで、「決まり文句を並べただけで魂の入っていない方針を作成しても、顧客の利益にはつながらない」として、金融機関ごとの「真摯な取り組みと創意工夫が望まれる」と論評している。

## 主な著作
- 『フェア・ディスクロージャー・ルール』（日本経済新聞出版社、2017）
- 『ゼミナール金融商品取引法』（共著、日本経済新聞出版社、2013）
- 『証券市場のグランドデザイン』（共著、中央経済社、2012）
- 『公開会社法を問う』（共著、日本経済新聞出版社、2010）
- 『解説金融商品取引法』【第3版】（弘文堂、2007）
- 『金融構造改革の誤算』（東洋経済新報社、2003）
- 『検証アメリカの資本市場改革』（共著、日本経済新聞出版社、2002）
- 『株式市場間戦争』（ダイヤモンド社、2000）

## 脚註
1. 1 2  『読売年鑑 2017年版』（読売新聞東京本社、2017年）p.240
2. 1 2 3  研究員プロフィール ＞大崎貞和（野村総合研究所）2017年6月27日確認
3. 1 2 3 4 5  『野村総合研究所主席研究員大崎貞和氏――企業の情報開示に新規制、金融庁方針、企業から不安の声も（ビジネスＱ＆Ａ）』（日経産業新聞　2017年2月17日　18頁）2017年6月27日確認
4. 1 2 3  大崎 貞和 - 日本証券アナリスト協会（2017年6月講演会広告）
5. 1 2 3  大崎貞和（日本経済新聞出版社　著作紹介）　2017年6月27日確認
6. ↑  ホーム > 和書 > 法律 > 商法 > 商法その他 > 解説 金融商品取引法 （第３版）（紀伊國屋書店）　2017年6月27日確認
7. ↑  資本市場セミナー　変貌する資本市場と日本　講師紹介（日経PR）　2017年6月24日確認
8. ↑  “「東証1部選別」野村がリーク”. FACTA ONLINE. 2019年4月22日閲覧。
9. ↑  “野村総研フェローが情報漏れに関与 政府、人事案を撤回：朝日新聞デジタル”. 朝日新聞デジタル. 2019年4月22日閲覧。
10. ↑  『ビットコイン、危うい急騰 日本の個人マネー流入 投資尺度なく価格乱高下』（日本経済新聞　2017年5月30日朝刊）　2017年6月18日確認
11. 1 2  女子会変貌の株式セミナー、優待など興味－「株女」育成課題（ブルームバーグ　2014年5月29日00:01配信）2017年6月27日確認
12. 1 2 3 4 5  日本の証券取引所 ―現状と課題―　大崎貞和（野村資本市場研究所） （証券経済学会）2017年6月24日確認
13. 1 2 3  『企業情報開示新規制は必要か（上）野村総合研究所主席研究員大崎貞和氏――市場への情報減少を懸念』（日本経済新聞　2016年11月23日朝刊　15面）　2017年6月27日確認
14. 1 2 3 4  『顧客本位の原則を生かすには（十字路）』（日本経済新聞　2017年1月18日夕刊5頁）　2017年6月27日確認

| スタブアイコン | サブスタブ | この項目は、まだ閲覧者の調べものの参照としては役立たない、人物に関連した書きかけの項目です。この項目を加筆・訂正などしてくださる協力者を求めています（P:人物伝/PJ:人物伝）。 |